# قربانی خودش را نشان می‌دهد
قربانی خودش را نشان می‌دهد (به هندی: Qurbani Rang Layegi)، فیلمی محصول سال ۱۹۹۱ و به کارگردانی راج ان. سیپی است. در این فیلم بازیگرانی همچون سانجی دات، پونام دیلون، پادمینی کولاپوری، شاکتی کاپور ایفای نقش کرده‌اند.